# Holger Hansson
Holger Valdemar Hansson (* 26. Januar 1927 in Göteborg; † 17. Januar 2014 ebenda) war ein schwedischer Fußballspieler und -trainer. Er bestritt zwischen 1952 und 1956 neun Länderspiele für die schwedische Nationalmannschaft, mit der er an den Olympischen Spielen 1952 teilnahm.

## Werdegang
Hansson begann mit dem Fußballspielen beim BK Renitz, den er in Richtung IFK Göteborg verließ. Dort debütierte er in der Spielzeit 1946/47 für den Klub in der Allsvenskan, wo er unter anderem an der Seite von Gunnar Gren und Rune Emanuelsson auflief. 1950 stieg er mit dem Verein in die zweite Liga ab, schaffte mit der Mannschaft aber den direkten Wiederaufstieg. Der Aufsteiger platzierte sich auf dem vierten Tabellenplatz und Hansson avancierte zum A-Nationalspieler, nachdem er bereits 1948 als B-Nationalspieler bei einem Aufeinandertreffen mit einer dänischen Auswahl im Nationaltrikot debütiert hatte. Im Mai lief er beim 0:0-Unentschieden gegen die Niederlande erstmals für die Auswahl auf, anschließend nahm er mit dieser am Fußballwettbewerb der Olympischen Spiele 1952 teil. Bis zum Ausscheiden im Halbfinale gegen die Goldene Elf der ungarischen Nationalelf kam er in allen drei Spielen zum Einsatz, im mit einem 2:0-Erfolg durch Tore von Ingvar Rydell und Gösta Löfgren gewonnenen Spiel um die Bronzemedaille gegen die deutsche Amateurnationalmannschaft ersetzte ihn Olle Åhlund.
Während Hansson mit dem Klub im mittleren Tabellenbereich reüssierte, rückte er auch aus dem Fokus der Nationalmannschaft und kam nur unregelmäßig zum Einsatz. 1956 bestritt er sein letztes Länderspiel, parallel beschloss der Verband im Vorfeld der im eigenen Land stattfindenden Weltmeisterschaftsendrunde 1958, entgegengesetzt zur bisherigen Praxis Profispieler – dies betraf insbesondere in Italien aktive Spieler wie Bengt Gustavsson, Nils Liedholm oder Lennart Skoglund – in der Nationalmannschaft einzusetzen, was Chancen auf weitere Einsätze reduzierte. Mit einer gegen Ende des Jahrzehnts verjüngten Mannschaft gewann er jedoch seinen ersten Titel, angetrieben vom späteren Torschützenkönig Bertil Johansson holte er in der Saison 1957/58 den Von-Rosens-Pokal für den schwedischen Meister. Zwei Jahre zuvor hatte er bereits eine persönliche Auszeichnung erhalten, als ihn die Göteborgs-Tidningen zum besten Spieler Westschwedens gekürt hatte.
Nach Ende seiner aktiven Laufbahn mit Abschluss der Spielzeit 1960 wurde Hansson Trainer. Als Nachfolger der Interimslösung Gunnar Gren, der im Saisonverlauf Josef Stroh abgelöst hatte, wechselte er bei IFK Göteborg direkt vom Spielfeld auf die Trainerbank. Nach zwei Spielzeiten, in denen er die Mannschaft jeweils auf den dritten Tabellenplatz geführt hatte, reichte er das Amt an Yngve Brodd weiter. 1965 bis 1967 sowie 1970 bis 1972 betreute er den Lokalkonkurrenten GAIS. 1974 übernahm er den Posten bei seinem alten Verein IFK, der mittlerweile in die zweite Liga abgestiegen war. Nachdem als Tabellenfünfter der angestrebte Wiederaufstieg deutlich verpasst worden war, ersetzte ihn nach nur einer Saison Nils Berghamn. Unter dessen Leitung kehrte die Mannschaft zwei Jahre später in die Allsvenskan zurück.

## Belege
1. 1 2 3  ifkgoteborg.se: „En stor ängel har lämnat oss“ (Seite nicht mehr abrufbar, festgestellt im Juni 2025. Suche in Webarchiven)  Info: Der Link wurde automatisch als defekt markiert. Bitte prüfe den Link gemäß Anleitung und entferne dann diesen Hinweis. abgerufen am 6. Februar 2014
2. ↑  svenskfotboll.se: „Herrar B Träningslandskamp –  Matchinformation: Danmark - Sverige“ (abgerufen am 7. Februar 2014)

| Personendaten    | Personendaten                                 |
| ---------------- | --------------------------------------------- |
| NAME             | Hansson, Holger                               |
| ALTERNATIVNAMEN  | Hansson, Holger Valdemar (vollständiger Name) |
| KURZBESCHREIBUNG | schwedischer Fußballspieler und -trainer      |
| GEBURTSDATUM     | 26. Januar 1927                               |
| GEBURTSORT       | Göteborg                                      |
| STERBEDATUM      | 17. Januar 2014                               |
| STERBEORT        | Göteborg                                      |